# アルバニア関係記事の一覧
アルバニア関係記事の一覧（アルバニアかんけいきじのいちらん）
- アルバニア出身の人物については、アルバニア人の一覧を参照。

## あ行
- アッシュカリー
- アデリーナ・イスマイリ
- アドリアン・ガジャ
- アナスタシオス (アルバニア大主教)
- アニェザ・シャヒニ
- アポロニア - 古代都市
- アライド・フォース作戦
- アルティン・ララ
- アルーマニア語
- アルーマニア人
- アルバニア
- アルバニア・ヴェネタ
- アルバニア王国
- アルバニア王国 (近代)
- アルバニア海軍艦艇一覧
- アルバニア議会
- アルバニア共和国 (1925年-1928年)
- アルバニア軍
- アルバニア決議 - 1971年に決議された「国際連合における中華人民共和国の合法的権利の回復」の日本での名称。アルバニアが提案国かつ中華人民共和国の友好国であることに因む
- アルバニア語
- アルバニア航空
- アルバニア公国
- アルバニア国立図書館
- アルバニア語版ウィキペディア
- アルバニアサッカー連盟
- アルバニア社会主義人民共和国
- アルバニア社会党 - 政党
- アルバニア人
  - アルバニア人の一覧
- アルバニア正教会
- アルバニア鉄道
- アルバニアのイスラム教
- アルバニアの銀行の一覧
- アルバニアの空港の一覧
- アルバニアの県
- アルバニアの元首
- アルバニアの国章
- アルバニアの国歌 ⇒ 旗への賛歌
- アルバニアの国旗
- アルバニアの州
- アルバニアの世界遺産
- アルバニアの都市の一覧
- アルバニアのユーロビジョン・ソング・コンテスト
- アルバニアの歴史
- アルバニア俳句協会
- アルバニアファシスト党 - かつて存在した政党
- アルバニア・ヴェネタ - 15世紀前半から18世紀末まで存在したヴェネツィア共和国領。現在の北アルバニアを含んでいた
- アルバニア・マフィア
- アルバニア民主党 - 政党
- アルバニア民族軍
- アルバニア民兵
- アルバニア・モバイルコミュニケーションズ - 携帯電話会社
- アルバニア労働党 - かつて存在した政党
- アルバニアン・ウルフ・ドッグ - 犬種
- アルフレッド・モイシウ
- イグリ・ターレ
- イスマイル・カダレ
- イタリアのアルバニア侵攻 - 1939年の戦闘
- イピロス - アルバニアと隣国ギリシャにまたがる地域
- ヴィットーリオ・エマヌエーレ3世
- ヴィルヘルム・フリードリヒ・ツー・ヴィート
- ヴラフ人
- ヴロラ
- ヴロラ県
- ヴロラ州
- エトノ・エンジュイト
- エリザ・ドゥシュク
- エルバサン
- エルバサン県
- エルバサン州
- エンヴェル・ホッジャ
- オスム川 (アルバニア)
- オトラント海峡
- オフリド湖
- オリンピックのアルバニア選手団
- オルタ・ボカ

## か行
- カザン (調理器具)
- カテゴリア・スペリオレ - サッカーリーグ
- カヴァヤ県
- カルロ1世 (シチリア王)
- カルロ2世 (ナポリ王)
- ギリシア語
- ギリシャの戦い
- クケス県
- クケス州
- クチョヴァ県
- クパ・エ・シュチパリセ - サッカーのカップ戦
- グラムシ県
- クルビン県
- クルヤ - 基礎自治体、都市
- クルヤ県
- クレイトス (イリリア王)
- ケイシ・トラ
- ゲグ方言 - アルバニア語の方言
- ケンガ・マジケ - 音楽フェスティバル
- ゲンタ・イスマイリ
- 国際連合コソボ暫定行政ミッション
- コソボ
- コソボ解放軍
- コソボ共和国 (1990年-2000年)
- コソボ紛争
- ゴーラ語
- ゴーラ人
- コルチャ
- コルチャ県
- コルチャ州
- コロニャ県

## さ行
- サッカーアルバニア女子代表
- サッカーアルバニア代表
- サランダ空港
- サランダ県
- サリ・ベリシャ
- ジャクマリャ
- ジャビット・バイラミ
- ジャーミア・エトヘム・ベウト - モスク
- シュクンビン川
- シュコダル湖
- シュコドラ
- シュコドラ空港
- シュコドラ県
- シュコドラ州
- シュチプタルラジオ・テレビ
- シュパト・カサピ
- ジロカストラ - 都市、世界遺産
- ジロカストラ県
- ジロカストラ州
- 人道的介入
- スカンデルベグ像 (ティラナ)
- スカンデルベグ広場 - ティラナに所在
- スクラパル県
- スヴァ・レカの虐殺 - 1999年に発生したアルバニア人虐殺事件
- セマン川

## た行
- 大アルバニア
- チャメリア
- チャメリア解放軍
- チョチェク
- ディナル・アルプス山脈
- ディブラ県
- ディブラ州
- ティラナ
- ティラナ県
- ティラナ州
- ティラナ大学
- ティラナ国際空港
- ティングリ3
- デビスカップアルバニア代表 - テニスのナショナルチーム
- テペレナ県
- デヴォル川
- デヴォル県
- デルヴィナ県
- トゥーナ
- ドゥラス
- ドゥラス県
- ドゥラス州
- トスク方言
- トロポヤ県

## な行
- ノルベルト・ヨークル - オーストリアのアルバニア語学者

## は行
- バクラヴァ
- バスケットボールアルバニア代表
- ハス県
- 旗への賛歌
- バルカン半島
- バレーボールアルバニア男子代表
- 東ヨーロッパ諸国のサッカー選手一覧
- ビザンティン聖歌
- フィエル
- フィエル県
- フィエル州
- プカ県
- フスタネーラ - 男性のスカート型の下衣
- ブトリント - 都市遺跡、世界遺産
- フラムルタリ競技場
- プリズレン連盟
- ブルチザ県
- プレシェヴォ渓谷危機
- プレシェヴォ・メドヴェジャ・ブヤノヴァツ解放軍
- プレスパ湖
- ブレル - 都市
- ペシュコピ
- ペチン
- ペチン県
- ベラト - 都市、世界遺産
- ベラト県
- ベラト州
- ペルメト県
- ポグラデツ - 都市
- ポグラデツ県
- ボラ (竜) - アルバニアの民話に登場する竜

## ま行
- マケドニア語
- マケドニア人
- マケドニア紛争
- マト県
- マナスティル会議
- マラカスタル県
- マラ・プレスパおよびゴロ・ブルド - アルバニア南東部を指す地理的概念
- マレスィア・エ・マヅェ県
- ミルディタ県
- 民族解放軍 (マケドニア共和国)

## や行
- 山嵐作戦

## ら行
- ラキヤ (飲料)
- リブラジュド県
- ルシュニャ県
- レク (通貨)
- レジャ県
- レジャ州

## わ行
- ワルシャワ条約機構

## 英記号
記号
- .al（国別コードトップレベルドメイン）

数字
- 1997年アルバニア暴動

A-Z
- FKクケシ - サッカークラブチーム
- FKパルティザニ・ティラナ - サッカークラブチーム
- ICAO空港コードの一覧/L#LA – アルバニア（空港コード）
- ISO 3166-2:AL（アルバニアの行政区分コード）
- KFOR（コソボ治安維持部隊） - アルバニア系武装組織コソボ解放軍を図る
- KFスカンデルベウ・コルチャ - サッカークラブチーム
- KFティラナ - サッカークラブチーム
- KFラチ - サッカークラブチーム
- KSディナモ・ティラナ - サッカークラブチーム
- KSテウタ・ドゥラス - サッカークラブチーム
- KSフラムルタリ・ヴロラ - サッカークラブチーム